# Gelatina de Wharton
La gelatina de Wharton se encuentra principalmente en el cordón umbilical; es decir, es el mismo tejido conjuntivo embrionario mucoso, y está conformado por células mesenquimatosas, que luego se convertirán en fibroblastos. Consiste en una matriz extracelular especializada, de aspecto gelatinoso, compuesta principalmente por ácido hialurónico.
La sustancia fundamental del tejido conjuntivo embrionario mucoso se le denomina gelatina de Wharton,  además ocupa los grandes espacios intercelulares ubicados entre las fibras de colágeno que, en este caso, son finas y onduladas
En un corte histológico se observa el cordón umbilical con la siguiente estructura en forma triangular: dos arterias en la base del triángulo y una vena en el vértice, todo ello inmerso en la gelatina de Wharton.

## Etimología
Se llama así por el médico y anatomista inglés Thomas Wharton (1614-1673) que la describió por primera vez en su publicación Adenographia, o La descripción de las glándulas del cuerpo entero, publicado por primera vez en 1656.